# 394년

## 연호
- 동진(東晉) 태원(太元) 19년
- 고구려(高句麗) 영락(永樂) 4년
- 전진(前秦) 태초(太初) 9년 / 연초(延初) 원년
- 후연(後燕) 건흥(建興) 9년
- 서연(西燕) 중흥(中興) 9년
- 후진(後秦) 건초(建初) 9년 / 황초(皇初) 원년
- 서진(西秦) 태초(太初) 7년
- 북위(北魏) 등국(登國) 9년
- 후량(後凉) 인가(麟嘉) 6년

## 기년
- 동진(東晉) 효무제(孝武帝) 22년
- 북위(北魏) 도무제(道武帝) 9년
- 신라(新羅) 내물 마립간(奈勿麻立干) 39년
- 고구려(高句麗) 광개토왕(廣開土王) 4년
- 백제(百濟) 아신왕(阿莘王) 3년

## 사건
- 고대 올림픽이 막을 내리다.

## 탄생
- 고구려(高句麗)의 20대 태왕(太王) 장수왕(長壽王)